# Miguel Socolovich
Miguel Angel Socolovich (Caracas, 24 luglio 1986) è un giocatore di baseball venezuelano di ruolo lanciatore, free agent dal 19 dicembre 2019.

## Carriera

### Minor League (MiLB)
Socolovich firmò il 10 gennaio 2004 come free agent non selezionato coi Boston Red Sox. Nel 2006 iniziò con i GCL Red Sox rookie, chiuse con 4 vittorie e nessuna sconfitta, 3.20 di media PGL (ERA), 2 salvezze su 2 opportunità e .217 alla battuta contro di lui in 14 partite di cui 2 da partente (25.1 inning). Nel 2007 giocò con due squadre finendo con 7 vittorie e 6 sconfitte, 4.30 di ERA e .251 alla battuta contro di lui in 25 partite di cui 13 da partente (90.0 inning).
Il 28 gennaio 2008 venne ceduto insieme a Willy Mota (giocatore da Minor League), ai Chicago White Sox per David Aardsma. Giocò con i Kannapolis Intimidators A chiudendo con 6 vittorie e altrettante sconfitte, 4.68 di ERA e .253 alla battuta contro di lui in 21 partite di cui 18 da partente (90.1 inning). Nel 2009 giocò con due squadre finendo con 4 vittorie e altrettante sconfitte, 4.45 di ERA, 7 salvezze e .294 alla battuta contro di lui in 33 partite di cui 5 da partente (58.2 inning).
Nel 2010 giocò con due squadre finendo con 7 vittorie e 6 sconfitte, 3.33 di ERA, 2 salvezze e .191 alla battuta contro di lui in 51 partite (78.1 inning). Nel 2011 giocò con due squadre finendo con 3 vittorie e 2 sconfitte, 3.44 di ERA, 2 salvezze e .222 alla battuta contro di lui in 43 partite di cui 2 da partente (55.0 inning).
Nel 2012 giocò con due squadre finendo con 4 vittorie e nessuna sconfitta, 2.11 di ERA, 2 salvezze e .183 alla battuta contro di lui in 31 partite (55.1 inning). Il 3 novembre dello stesso anno divenne per la seconda volta free agent. Il 21 novembre 2013 firmò con i New York Mets un contratto da Minor League.

### Major League (MLB)
Dopo 20 giorni da free agent, il 22 novembre 2011 firmò coi Baltimore Orioles. Debuttò nella MLB il 14 luglio 2012 al Camden Yards di Baltimora, contro i Detroit Tigers. Chiuse la sua prima stagione con nessuna vittoria o sconfitta, 6.97 di ERA, nessuna salvezza su una opportunità e .268 alla battuta contro di lui in 6 partite (10.1 inning).
Il 23 agosto 2012 venne preso dagli svincolati dai Chicago Cubs. Al termine della stagione fini con nessuna vittoria o sconfitta, 4.50 di ERA e .182 alla battuta contro di lui in 6 partite (6.0 inning).

### Nippon Professional Baseball (NPB)
Il 15 novembre 2012, gli Hiroshima Toyo Carp della Nippon Professional Baseball conclusero un accordo con Socolovich, che debuttò così nel campionato giapponese durante la stagione 2013.

### Ritorno in Major League
Il 21 novembre 2013, Socolovich firmò un contratto di minor league con i New York Mets.  Durante la stagione 2014 non disputò nessuna partita ne di Major ne di Minor League.
Il 4 novembre 2014 dopo esser diventato free agent firmò l'11 dello stesso mese un contratto da minor league con l'invito alla prestagione 2015 dei Cardinals. Con loro in due anni ha totalizzato 5 vittorie e una sconfitta, 1.89 di ERA, nessuna salvezza su una opportunità in 43 partite (47.2 inning). Il 6 novembre 2017 divenne free agent.
Il 27 gennaio 2018, Socolovich sottoscrisse un contratto di minor league con gli Atlanta Braves, con incluso un invito allo spring training.  Giocò prevalentemente nella Tripla-A e divenne free agent al termine di essa.
Il 30 gennaio 2019, Socolovich firmò con i Guerreros de Oaxaca della Liga Mexicana de Béisbol per la stagione 2019. Venne svincolato dalla squadra il 19 dicembre 2019.

## Palmarès
- (1) Mid-Season All-Star nella International League "INT" (2012)
- (1) Mid-Season All-Star della Southern League "SOU" (2010)